# Джабла
Джабла, Дже́бла (др.-греч. Γάβαλα; лат. Gabala; араб. جبلة‎) — город на западе Сирии.

## История
Финикийцы называли город «Гавала» или «Габала». В античные времена Джабла была важным городом Римской империи. Здесь был построен огромный амфитеатр, вмещавший до 8000 зрителей. Во времена войны амфитеатр превращался в крепость, от которой подземный ход вёл к морю.
Позднее Джабла входила в состав Антиохийского княжества, одного из государств крестоносцев. Саладин отвоевал Джаблу в 1179 году во время Третьего крестового похода. В городе находится гробница и мечеть султана Ибрахима Бин Адхама, известного суфия, отрёкшегося от трона.

## География
Расположен на берегу Средиземного моря, в 18 км к югу от Латакии, на высоте 0 м над уровнем моря.
Крупнейшее поселение в пригороде — Хмаимим.

## Население
Население по оценочным данным на 2012 год составляет 75 505 человек.